# María Barrientos
María Alejandra Barrientos Llopis (Barcelona, 4 de marzo de 1884-Ciboure, 8 de agosto de 1946) fue una cantante de ópera española, una soprano de coloratura ligera, una de las más destacadas de su época.
Tiene calles dedicadas en Madrid, Barcelona o Málaga

## Vida y carrera

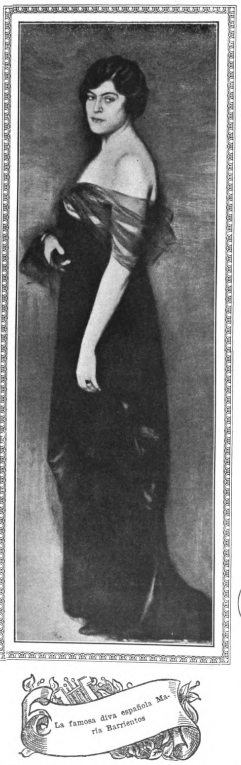
La famosa diva española María Barrientos en la revista argentina El Hogar, con motivo de su participación en la temporada del Teatro Colón en 1916.

María Barrientos recibió una educación musical completa (piano y violín) e inició sus estudios de canto en la escuela municipal de música de Barcelona. Sus estudios vocales fueron con Francisco Bonet. Debutó el 10 de marzo de 1898, a la edad de quince años, en el Teatro Novedades de Barcelona con  L'Africaine de Meyerbeer, seguida rápidamente por el papel de Margarita de Valois en Los hugonotes. Perfeccionó sus estudios en Milán donde en el año 1900 cantó en la Scala, como punto de partida de su brillante carrera. Fue una cantante que destacó por su timbre y su proyección excelentes, que la convirtieron en una de las sopranos más solicitadas de su época. Su carrera se vio momentáneamente interrumpida en 1907 por su matrimonio con el argentino Jorge Keen y el nacimiento de un hijo. La unión, no obstante, no fue feliz y ella regresó a los escenarios en el año 1909. Fue invitada por los principales teatros de ópera europeos, cantando en la Scala de Milán con Dinorah de Meyerbeer, en el Covent Garden de Londres, en el papel de Rosina en El barbero de Sevilla de Rossini, entre otros. En 1915, actuó en el Gran Teatro del Liceo junto al violinista Eduardo Toldrá y la clavecinista polaca Wanda Landowska, con el Concierto nº 5 de Brandemburgo, de Johann Sebastian Bach. En el intermedio de dicha actuación interpretó algunas arias junto al debutante de 15 años Francisco Casanovas Tallardá. 
Debutó en el Metropolitan Opera House de Nueva York con la ópera Lucia de Lammermoor de Donizetti el 31 de enero de 1916, cosechando grandes éxitos.En este último teatro protagonizó el estreno de la obra El gallo de oro de Rimski-Kórsakov con el papel de la reina de Shemajá. Es sin embargo en Sudamérica, especialmente en el Teatro Colón de Buenos Aires, donde tuvo sus mayores triunfos y cosechó su fortuna. Entre 1916 y 1924 cantó todo el repertorio para soprano ligera. Siguió apareciendo en los escenarios en los papeles típicos de coloratura, como Amina en La sonámbula, Elvira en Los puritanos o Adina en L'elisir d'amore, hasta el año 1924  en el que se trasladó a Argentina, donde se despidió de su público. Desde entonces, se limitó a dar recitales, y se convirtió en una admirada intérprete de canciones en francés y español.
Fue escogida personalmente por Falla para interpretar en 1930 las Siete canciones españolas y Soneto a Córdoba.
Fundó un premio anual en la escuela municipal de música de Barcelona para que los estudiantes pudieran perfeccionar sus estudios de canto en el extranjero.